# Perfecto Conde Fernández
Perfecto Conde Fernández (1847-1903) fue un médico gallego, primer profesor de Histología de la Universidad de Santiago de Compostela. Fue catedrático de Histología, Histoquímica y Anatomía patológica de la Facultad de Medicina de la Universidad de Santiago de Compostela del 26 de diciembre de 1892 al 30 de diciembre de 1903.

## Biografía
Nació en San Verísimo de Celanova (Orense) el 1 de diciembre de 1846, hijo de Juan Conde Calvete, abogado y administrador de los condes de Ximonde y de María del Carmen Fernández Torrado.
En 1861 cursa los estudios de bachillerato en el Instituto de Santiago de Compostela, comenzando la licenciatura de Medicina en 1866 en la Facultad compostelana, culminando con el grado de doctor el 23 de junio de 1873 en la misma Universidad.
El discurso que pronunció para obtener la investidura doctoral se titula: “¿El perfeccionamiento del diagnóstico reportó ventajas para la terapéutica?”. En él analiza los medios técnicos y clínicos del momento para poder alcanzar un diagnóstico con la mayor precisión posible. Posteriormente amplió sus estudios en Paris.
Se casó, en el Pazo de Anzobre, con Elisa Puga Blanco, hermana del jurista y político compostelano Luciano Puga Blanco, conocido por la defensa que realizó del poeta Curros Enríquez. Perfecto era hermano del Letrado Cándido Conde Fernández, colaborador del bufete de Luciano Puga y que posteriormente fue Notario de Ferrol hasta su fallecimiento, en 1933, siendo entonces el Decano del Colegio Notarial de La Coruña.
Vivió en el palacio de los Condes de Ximonde, en la calle Preguntoiro de Santiago de Compostela. Al fallecer en 1860 la condesa de Ximonde, Jacoba Cisneros Puga, sin descendencia, dejó como heredero universal, salvo en los bienes vinculados, a su pariente Manuel Maria Puga Feijoo, padre de Elisa Puga, esposa de Perfecto Conde, que posteriormente hereda el Pazo. Consta en los archivos de la ciudad que en 1878 Elisa Puga Blanco, y su marido Perfecto Conde Fernández solicitaron licencia de obras para modificar este edificio, también conocido como Pazo de Ramirás, hoy sede del auditorio de una entidad de ahorro.
Falleció en Santiago de Compostela en diciembre de 1903.

## Actividad académica

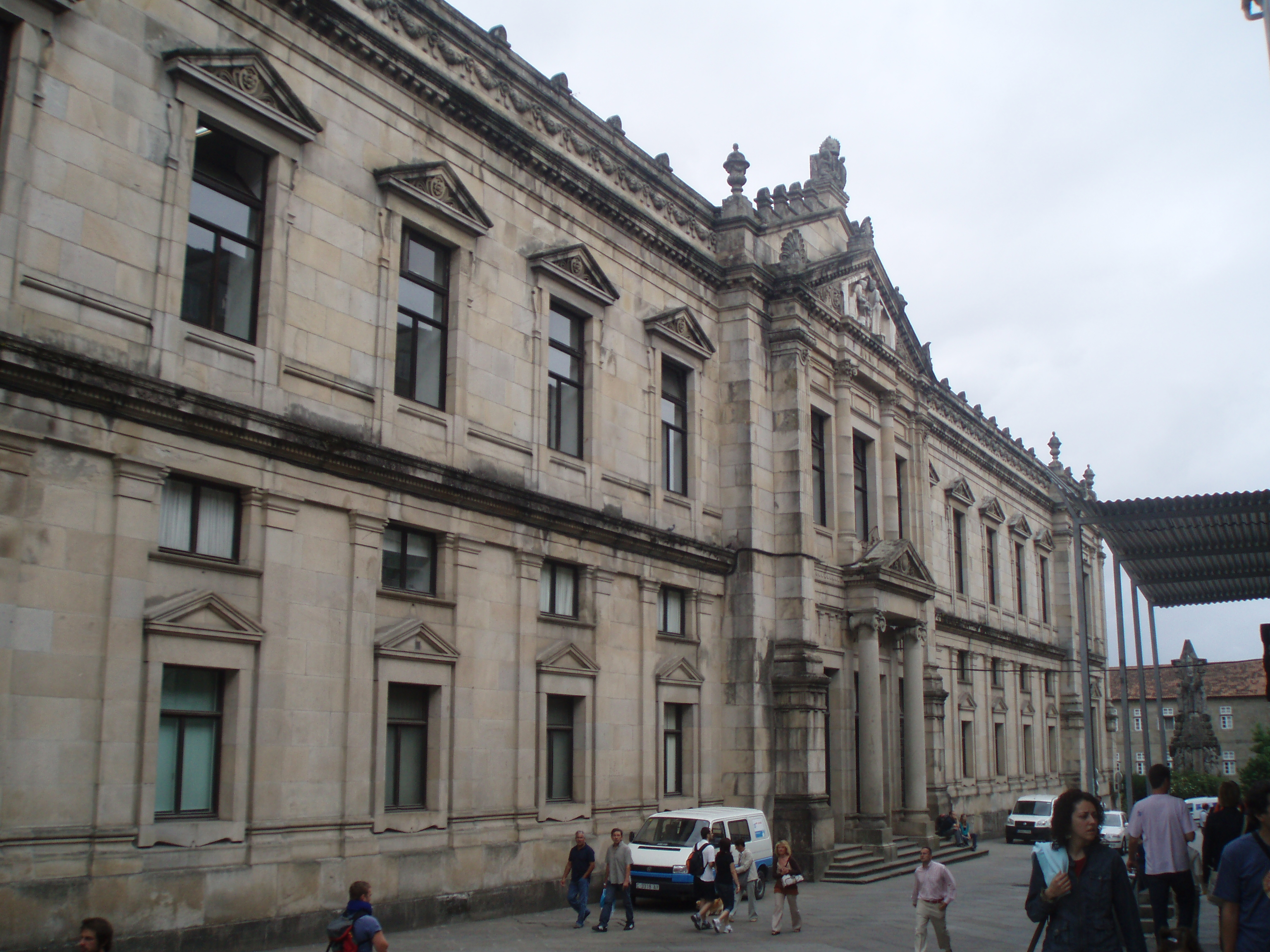
Facultad de Medicina de Santiago de Compostela.

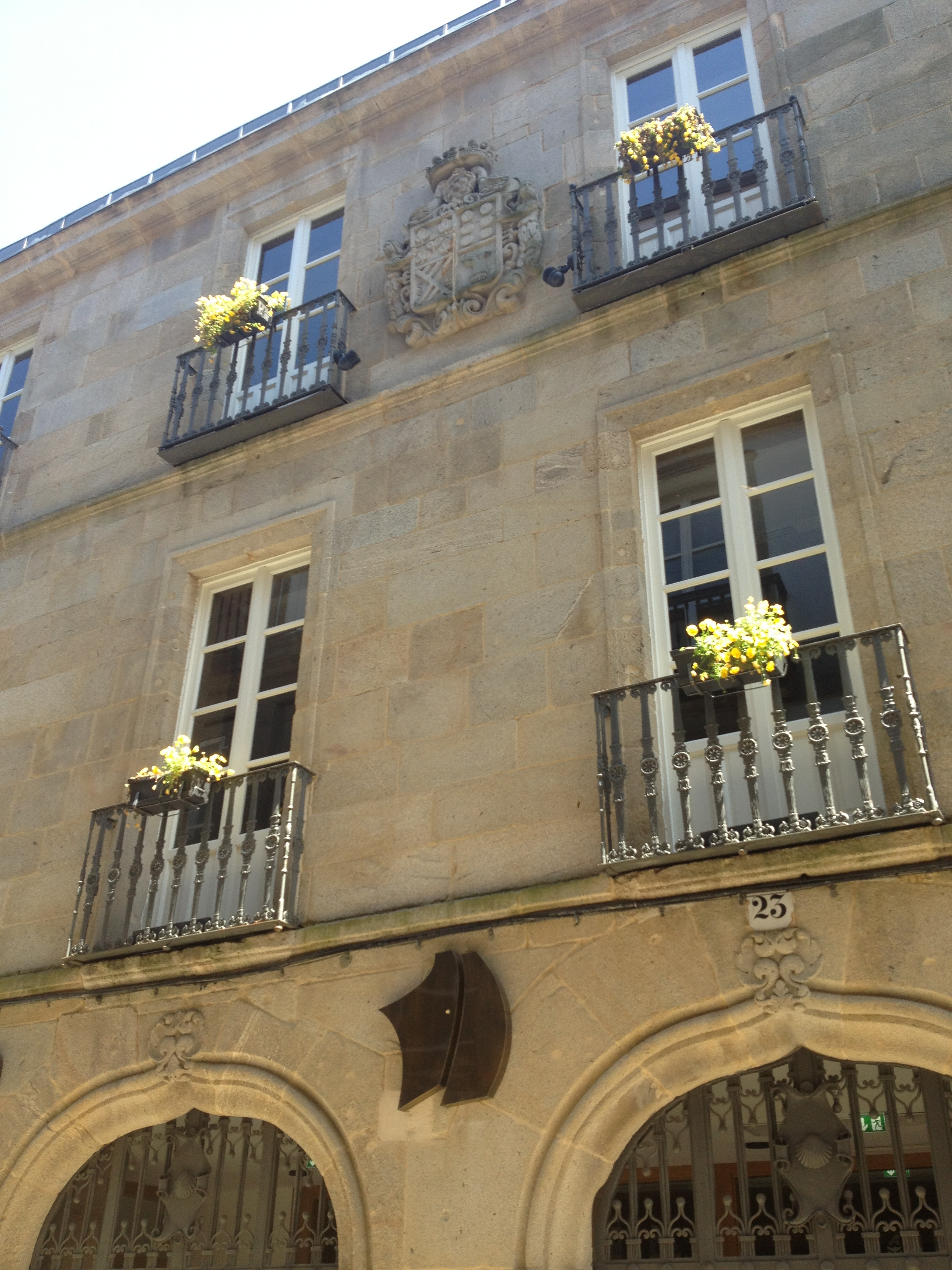
Palacio de los Condes de Gimonde en Santiago de Compostela, residencia de Perfecto Conde.

Perfecto Conde Fernández inició su etapa docente en la Facultad de Medicina en 1875 como encargado de la docencia en diferentes materias, como fisiología, terapéutica, higiene pública, higiene privada, patología médica, patología general y medicina legal, al crearse en Santiago de Compostela la cátedra de “Histología, Histoquímica y Anatomía Patológica”, incluso antes de su dotación, fue encargado de la docencia, que la desempeñará los cursos 1886-87, 1887-88 y primer trimestre del curso 88-89, siendo así el primer profesor de la Facultad de Medicina de Santiago de Compostela en la disciplina de Histología.  El 6 de enero de 1889 tomó posesión el primer catedrático propietario Luciano Clemente y Guerra, a quien sustituyó posteriormente el doctor Farreras. Durante esta época Conde Fernández, continúa como profesor de diversas materias.

En 1891, cuando el doctor Farreras se traslada de la cátedra de Histología a la de Anatomía en la misma Facultad de Santiago de Compostela, vuelve a encargarse de la docencia de Histología el profesor Conde Fernández. La vacante es anunciada en la Gaceta de Madrid el 28 de febrero de 1892 al turno de traslado, y al quedar desierto este, se convoca con fecha de 30 de marzo siguiente a concurso, en el que podrán tomar parte “Catedráticos numerarios de asignatura análoga con los Auxiliares de la misma Facultad con derecho al ascenso que reúnan las condiciones exigidas en el R. D. De 23 de agosto de 1888...”.
El doctor Conde concursa a la cátedra, y tras diversas vicisitudes, es nombrado catedrático numerario de Histología e Histoquímica Normales y Anatomía Patológica de la Facultad de Medicina de Santiago de Compostela con fecha de 26 de diciembre de 1892.
Desempeña la cátedra de Histología desde finales de 1892 hasta el año 1903 en que fallece el día 1 de diciembre a la edad de 56 años.